# Saliña
Saliña es una zona residencial al sureste de Willemstad la capital de la isla caribeña de Curazao. Aquí hay muchas tiendas, restaurantes, pubs, bancos y un centro comercial. La carretera principal que va hacia el este en la Caracasbaaiweg corre a través de la Bahía de Caracas (Caracasbaai) y Janthielbaai , donde los tres principales centros turísticos se encuentran. También es posible bucear cerca del lugar.